# Dwayne De Rosario
Dwayne De Rosario   (Scarborough, 15 de maig de 1978) és un exfutbolista canadenc de la dècada de 2000.
Fou 81 cops internacional amb la selecció del Canadà.
Pel que fa a clubs, destacà a San Jose Earthquakes, Houston Dynamo, Toronto FC, New York Red Bulls I D.C. United.

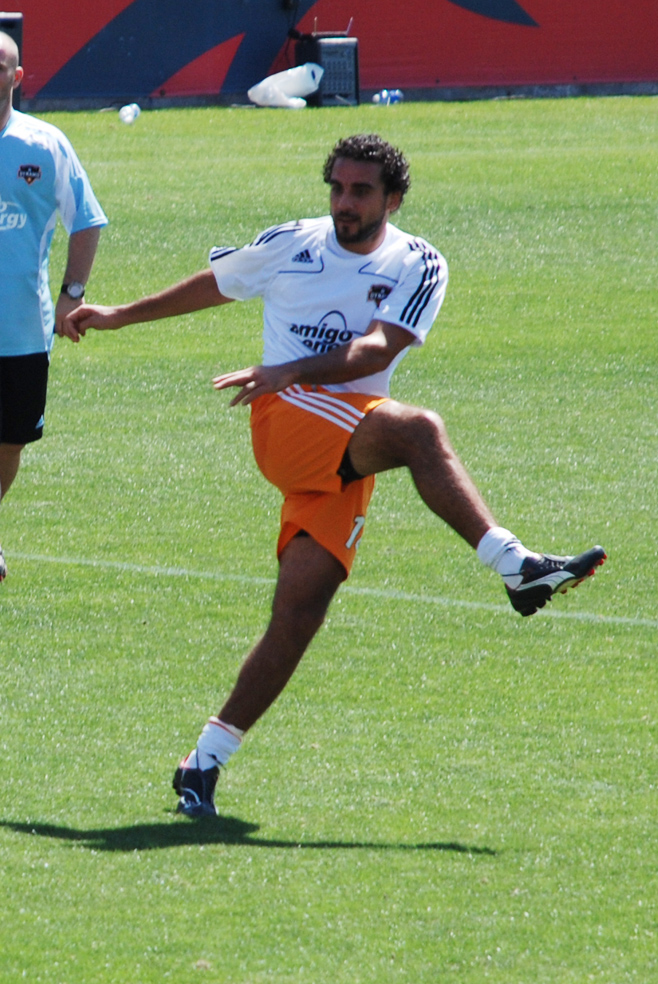
De Rosario a Houston Dynamo.

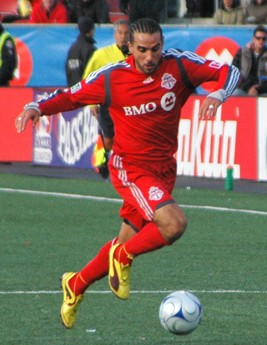
De Rosario a Toronto FC.